# Dallas Mavericks

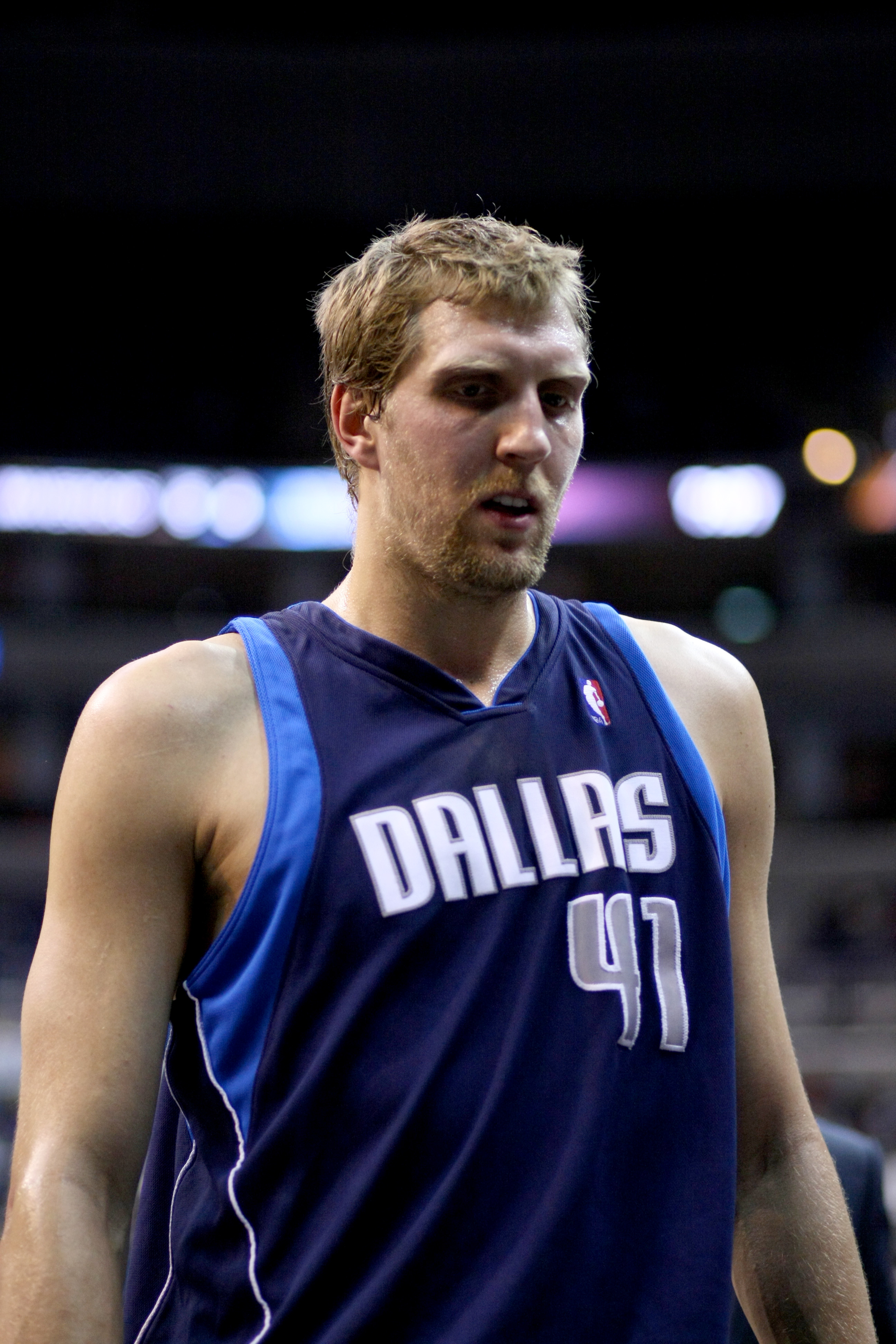
Hvězda týmu Němec Dirk Nowitzki

Dallas Mavericks je basketbalový tým hrající severoamerickou ligu National Basketball Association Patří do Jihozápadní divize Západní konference NBA.
Tým byl založen roku 1980.
Za svou historii dokázali Mavericks jednou vyhrát Finále NBA (v roce 2011), kdy porazili Miami Heat 4:2.

## Statistika týmu v NBA
| Sezóna           | Výhry | Prohry | %    | Účast v play-off                                                | Výsledky v play-off                                                                        |
| ---------------- | ----- | ------ | ---- | --------------------------------------------------------------- | ------------------------------------------------------------------------------------------ |
| Dallas Mavericks |       |        |      |                                                                 |                                                                                            |
| 1980–81          | 15    | 67     | 18,3 |                                                                 |                                                                                            |
| 1981–82          | 28    | 54     | 34,1 |                                                                 |                                                                                            |
| 1982–83          | 38    | 44     | 46,3 |                                                                 |                                                                                            |
| 1983–84          | 43    | 39     | 52,4 | První kolo Konferenční semifinále                               | 3:2 Seattle SuperSonics 1:4 Los Angeles Lakers                                             |
| 1984–85          | 44    | 38     | 53,7 | První kolo                                                      | 1:3 Portland Trail Blazers                                                                 |
| 1985–86          | 44    | 38     | 53,7 | První kolo Konferenční semifinále                               | 3:1 Utah Jazz 2:4 Los Angeles Lakers                                                       |
| 1986–87          | 55    | 27     | 67,1 | První kolo                                                      | 1:3 Seattle SuperSonics                                                                    |
| 1987–88          | 53    | 29     | 64,6 | První kolo Konferenční semifinále Konferenční finále            | 3:1 Houston Rockets 4:2 Denver Nuggets 3:4 Los Angeles Lakers                              |
| 1988–89          | 38    | 44     | 46,3 |                                                                 |                                                                                            |
| 1989–90          | 47    | 35     | 57,3 | První kolo                                                      | 0:3 Portland Trail Blazers                                                                 |
| 1990–91          | 28    | 54     | 34,1 |                                                                 |                                                                                            |
| 1991–92          | 22    | 60     | 26,8 |                                                                 |                                                                                            |
| 1992–93          | 11    | 71     | 13,4 |                                                                 |                                                                                            |
| 1993–94          | 13    | 69     | 15,9 |                                                                 |                                                                                            |
| 1994–95          | 36    | 46     | 43,9 |                                                                 |                                                                                            |
| 1995–96          | 26    | 56     | 31,7 |                                                                 |                                                                                            |
| 1996–97          | 24    | 58     | 29,3 |                                                                 |                                                                                            |
| 1997–98          | 20    | 62     | 24,4 |                                                                 |                                                                                            |
| 1998–99          | 14    | 36     | 28,0 |                                                                 |                                                                                            |
| 1999–00          | 40    | 42     | 48,8 |                                                                 |                                                                                            |
| 2000–01          | 53    | 29     | 64,6 | První kolo Konferenční semifinále                               | 3:2 Utah Jazz 1:4 San Antonio Spurs                                                        |
| 2001–02          | 57    | 25     | 69,5 | První kolo Konferenční semifinále                               | 3:0 Minnesota Timberwolves 1:4 Sacramento Kings                                            |
| 2002–03          | 60    | 22     | 73,2 | První kolo Konferenční semifinále Konferenční finále            | 4:3 Portland Trail Blazers 4:3 Sacramento Kings 2:4 San Antonio Spurs                      |
| 2003–04          | 52    | 30     | 63,4 | První kolo                                                      | 1:4 Sacramento Kings                                                                       |
| 2004–05          | 58    | 24     | 70,7 | První kolo Konferenční semifinále                               | 4:3 Houston Rockets 2:4 Phoenix Suns                                                       |
| 2005–06          | 60    | 22     | 73,2 | První kolo Konferenční semifinále Konferenční finále Finále NBA | 4:0 Memphis Grizzlies 4:3 San Antonio Spurs 4:2 Phoenix Suns 2:4 Miami Heat                |
| 2006–07          | 67    | 15     | 81,7 | První kolo                                                      | 2:4 Golden State Warriors                                                                  |
| 2007–08          | 51    | 31     | 62,2 | První kolo                                                      | 1:4 New Orleans Hornets                                                                    |
| 2008–09          | 50    | 32     | 61,0 | První kolo Konferenční semifinále                               | 4:1 San Antonio Spurs 1:4 Denver Nuggets                                                   |
| 2009–10          | 55    | 27     | 67,1 | První kolo                                                      | 2:4 San Antonio Spurs                                                                      |
| 2010–11          | 57    | 25     | 69,5 | První kolo Konferenční semifinále Konferenční finále Finále NBA | 4:2 Portland Trail Blazers 4:0 Los Angeles Lakers 4:1 Oklahoma City Thunder 4:2 Miami Heat |
| 2011–12          | 36    | 30     | 54,5 | První kolo                                                      | 0:4 Oklahoma City Thunder                                                                  |
| 2012–13          | 41    | 41     | 50,0 |                                                                 |                                                                                            |
| 2013–14          | 49    | 33     | 59,8 | První kolo                                                      | 3:4 San Antonio Spurs                                                                      |
| 2014–15          | 50    | 32     | 61.0 | První kolo                                                      | 1:4 Houston Rockets                                                                        |
| 2015–16          | 42    | 40     | 51,2 | První kolo                                                      | 1:4 Oklahoma City Thunder                                                                  |
| Celkem           | 1482  | 1422   | 51,0 |                                                                 |                                                                                            |
| Play-off         | 89    | 101    | 46,8 | 1 vítězství                                                     | 1 vítězství                                                                                |